# Systembolaget

Логотип мережі

Systembolaget — державна мережа магазинів з монополією в Швеції на продаж алкогольних напоїв з вмістом алкоголю вище 3,5%. Щоб придбати алкоголь у Systembolaget, ви маєте бути старше 20 років  . 
Поширеність магазинів не велика. У Швеції є бл. 430, в Стокгольмі їх 22, в Гетеборзі 12. По неділях всі магазини зачинені. 